# 조히브 이슬람 아미리
조히브 이슬람 아미리(페르시아어: ذهیب اسلام امیری Zohib Islam Amiri, 1990년 1월 15일 ~ )은 아프가니스탄의 전직 축구 선수로 미드필더 겸 수비수로 활동했으며 아프가니스탄 대표팀 국제 A매치 최다 출장 기록 보유자이다.

## 클럽 경력
2005년 쇼아 FC에 입단하며 프로에 입문한 이후 프로 통산 224경기에서 34골을 기록하며 2007년 카불 프리미어리그 우승, 2008년 아프가니스탄 내셔널 유니티컵 준우승을 경험했고 2011년 뭄바이 FC 이적을 통해 처음으로 인도 무대에 진출한 후 2018년부터 2019년까지 몰디브의 뉴라디안트 SC에서 활동하던 때를 제외하고 거의 모든 프로 생활을 인도에서 보냈다. 
그리고 2019년부터 2020년까지 고쿨람 케랄라 소속으로 2019년 듀랜드컵 우승, 2019년 셰이크 카말 인터내셔널 클럽컵 4강, 케랄라 프리미어리그 2회 연속 준우승을 경험한 뒤 2020 시즌에는 캐나다 리그 1 퀘벡의 AS 블랭빌에서 활동하며 2020 시즌 리그 우승을 경험했고 2021년 인도 I리그 소속팀이자 2020년 IFA 쉴드 우승팀인 레알 카슈미르와 입단 계약을 체결하며 팀의 2회 연속 IFA 쉴드 우승을 맛보았다.
그 후 2022 시즌을 앞두고 AS 블랭빌로 복귀한 이후 2022 시즌 리그 1 퀘벡 3위, 2022 시즌 리그 1 퀘벡컵 우승, 2024 시즌 리그 1 퀘벡 3위의 성적에 일조한 뒤 2025 시즌을 앞두고 자국 리그인 아프가니스탄 챔피언스 리그 소속팀인 아부 무슬림 이적을 통해 13년만에 고국으로 돌아왔다.

## 국가대표팀 경력
몰디브와의 2005년 SAFF 챔피언십 A조 조별리그 1차전에서 국제 A매치 데뷔전을 치른 후 2024년까지 19년동안 A매치 통산 70경기 6골을 기록하면서 2011년 SAFF 챔피언십 준우승, 2013년 SAFF 챔피언십 우승, 2015년 SAFF 챔피언십 준우승 등에 일조했고 2014년 AFC 챌린지컵에도 출전하여 5경기에서 1골을 뽑아내며 팀의 AFC 주관 대회 사상 첫 4강 진출에도 일조했다. 
그리고 요르단과의 2019년 AFC 아시안컵 3차 예선 C조 4차전에서 3년만에 본인 A매치 6번째 득점을 기록하며 팀의 3-3 무승부와 함께 아프가니스탄 축구 역사상 역대 AFC 아시안컵 예선 최고 성적까지 만들어냈다.
그 후 2026년 FIFA 월드컵 아시아 지역 2차 예선에도 출전하여 비록 팀은 1승 2무 3패로 인도와 동률을 이뤘음에도 득실차에서 밀려 A조 최하위에 머물렀지만 인도와의 2경기에서 1승 1무의 성과를 거두었고 2회 연속 AFC 아시안컵 챔피언(2019, 2023) 카타르와의 최종전에서도 0-0 무승부를 거두는 파란을 일으켰으며 네팔과의 친선전을 끝으로 국가대표팀 유니폼을 반납했다.

## 수상 경력

### 클럽
페로지 FC
- 카불 프리미어리그 : 우승 (2007)
- 아프가니스탄 내셔널 유니티컵 : 준우승 (2008)

 레알 카슈미르
- IFA 쉴드 : 우승 (2021)

 AS 블랭빌
- 리그 1 퀘벡 : 우승 (2020), 준우승 (2021), 3위 (2022, 2024)
- 리그 1 퀘벡컵 : 우승 (2022)

### 국가대표팀
아프가니스탄
- SAFF 챔피언십 : 우승 (2013), 준우승 (2011, 2015)
- AFC 챌린지컵 : 4위 (2014)